# نیکون ای‌اف دی‌ایکس چشم‌ماهی-نیکور ۱۰٫۵میلی‌متر اف/۲٫۸جی ئی‌دی
نیکون ای‌اف دی‌ایکس چشم‌ماهی-نیکور ۱۰٫۵میلی‌متر اف/۲٫۸جی ئی‌دی (به انگلیسی: Nikon AF DX Fisheye-Nikkor 10.5mm f/2.8G ED) نام لنز دوربین عکاسی از نوع چشم‌ماهی است که توسط شرکت نیکون تولید می‌شود. فاصلهٔ کانونی این لنز ۱۰.۵ میلی‌متر، دیافراگم آن دارای ۷ تیغه و ضریب اف آن اف ۲٫۸ تا اف ۲۲ است. 